# Йомудский ковёр
Йомудский ковер — разновидность туркменского ковра, традиционно изготавливаемого вручную племенем йомуд. Символ племени йомуд, наряду четырьмя символами других основных племен, изображён на гербе и флаге Туркменистана.

## Описание

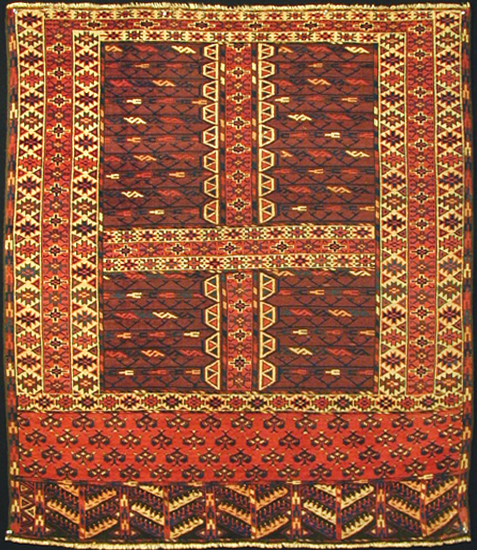
Йомудский ковёр, XIX век

Йомудские ковры изготавливаются с использованием шерсти как для основы, так и для утка, но в особо ценных коврах могут также использоваться хлопковые и шелковые нити. Эти ковры имеют среднюю и высокую плотность плетения, широкие бордюры и длинную разноцветную бахрому, что придаёт им особое очарование..
Йомудские ковры отличались разнообразием форм и применения в быту. Сохранились старинные ковровые дорожки (иоламы), ковры для обрамления входов в кибитки и постилочные ковры. Орнамент в йомудских коврах часто распределяется по определённым участкам: например, мотив "гели" размещается в центральном поле, а другие орнаменты — на бордюрах. Это помогает исследовать изменения орнаментов на разных этапах. Основной рисунок на коврах выделяется на светлом фоне, и это одна из типичных особенностей старых йомудских ковров. Их узоры более реалистичны по сравнению с поздними коврами.
На старых коврах изображены верблюды, всадники и растительные мотивы, которые со временем упростились до схематичных изображений, теряющих свою первоначальную реалистичность.
Современное ковроткачество утрачивает традиции прошлого из-за иностранного влияния: использование низкокачественных красителей и заимствование персидских композиций меняет облик йомудских ковров.